# Фалтояно, Рита
Рита Фалтояно (венг. Rita Faltoyano, настоящее имя Рита Гач, род. 5 августа 1978, Будапешт, Венгрия) — венгерская порноактриса.

## Биография
Детство прошло на ферме под Будапештом у бабушки с дедушкой. Девочка мастерски обучилась верховой езде и участвовала в конноспортивных соревнованиях. Кроме этого также занималась гимнастикой и плаванием. Прежде чем обратиться к развлекательной индустрии для взрослых была студенткой. По словам Риты, её мать была победительницей национального конкурса красоты «Мисс Венгрия» 1974 года, а отец — экс-победитель первенства Европы и Олимпийских игр по водному поло. С 16 лет родители стали направлять её к участию в различных конкурсах красоты.
Первую роль в фильме для взрослых исполнила в картине No sun, no fun в 2000 году.
C 2005 по 2008 год была замужем за порноактёром Томми Ганном.
По данным на 2019 год, Рита Фалтояно снялась в 458 порнофильмах и один срежиссировала.

## Награды
| Год  | Церемония        | Категория                         | Работа | Результат |
| ---- | ---------------- | --------------------------------- | ------ | --------- |
| 2002 | Ninfa Prize      | Лучшая женская роль второго плана | Fausto | Победа    |
| 2003 | AVN Award        | Лучшая иностранная актриса года   |        | Победа    |
| 2004 | European X Award | Лучшая актриса (Венгрия)          |        | Победа    |
| 2004 | AVN Award        | Лучшая иностранная актриса года   |        | Номинация |
| 2005 | AVN Award        | Лучшая иностранная актриса года   |        | Номинация |
| 2006 | AVN Award        | Лучшая иностранная актриса года   |        | Номинация |